# Área metropolitana de Ogden-Clearfield
El área metropolitana de Ogden-Clearfield o Área Estadística Metropolitana de Ogden-Clearfield, UT MSA, como la denomina la Oficina de Administración y Presupuesto, es un Área Estadística Metropolitana centrada en las ciudades de Ogden y Clearfield, en el estado de Utah, Estados Unidos. Su población según el censo de 2010 es de 547.184 habitantes, convirtiéndola en la 94.º área metropolitana más poblada de los ese país.

## Composición
Los 3 condados del área metropolitana, junto con su población según los resultados del censo 2010:
- Davis– 306.479 habitantes
- Morgan– 9.469 habitantes
- Weber– 231.236 habitantes

## Área Estadística Metropolitana Combinada
El área metropolitana de Ogden-Clearfield es parte del Área Estadística Metropolitana Combinada de Salt Lake City-Ogden-Clearfield, UT CSA junto con:
- El Área Estadística Metropolitana de Salt Lake City, UT MSA;
- El Área Estadística Micropolitana de Brigham City, UT µSA; y
- El Área Estadística Micropolitana de Heber, UT µSA;

totalizando 1.744.886 habitantes en un área de 51.328 km².

## Comunidades
| - Bountiful - Centerville - Clearfield - Clinton - Croydon (lugar no incorporado) - Eden (lugar no incorporado) - Farmington - Farr West - Fruit Heights - Harrisville - Hooper - Huntsville - Kaysville - Layton - Liberty (lugar no incorporado) - Marriott-Slaterville - Monte Verde (lugar no incorporado) - Morgan - Mountain Green (lugar no incorporado) - Nordic Valley (lugar no incorporado) - North Ogden - North Salt Lake | - Ogden - Peterson (lugar no incorporado) - Plain City - Pleasant View - Reese (lugar no incorporado) - Richville (lugar no incorporado) - Riverdale - Roy - South Ogden - South Weber - Stoddard (lugar no incorporado) - Sunset - Syracuse - Taylor (lugar no incorporado) - Uintah - Warren (lugar no incorporado) - Washington Terrace - West Bountiful - West Haven - West Point - West Weber (lugar no incorporado) - Woods Cross |